# Homorthodes communis
Homorthodes communis är en fjärilsart som beskrevs av Dyar 1904. Homorthodes communis ingår i släktet Homorthodes och familjen nattflyn. Inga underarter finns listade i Catalogue of Life.